# Sansol
Sansol là một đô thị trong tỉnh và cộng đồng tự trị Navarre, Tây Ban Nha. Đô thị này có diện tích là 13,31 ki-lô-mét vuông, dân số năm 2009 là 106 người với mật độ 7,96 người/km². Đô thị này có cự ly 69 km so với tỉnh lỵ Pamplona.